# Plácido Rodríguez
Plácido Rodríguez CMF (* 11. Oktober 1940 in Celaya) ist mexikanisch-US-amerikanischer Ordensgeistlicher und emeritierter römisch-katholischer Bischof von Lubbock.

## Leben

Wappen von Plácido Rodriguez

Plácido Rodríguez trat der Ordensgemeinschaft der Claretiner bei und empfing am 23. Mai 1968 die Priesterweihe.
Papst Johannes Paul II. ernannte ihn am 18. Oktober 1983 zum Weihbischof in Chicago und Titularbischof von Fuerteventura. Der Erzbischof von Chicago, Joseph Louis Kardinal Bernardin, spendete ihm am 13. Dezember desselben Jahres die Bischofsweihe; Mitkonsekratoren waren die Weihbischöfe Alfred Leo Abramowicz und Nevin William Hayes OCarm, aus Chicago.
Am 5. April 1994 wurde er zum Bischof von Lubbock ernannt und am 1. Juni desselben Jahres in das Amt eingeführt.
Papst Franziskus nahm am 27. September 2016 seinen altersbedingten Rücktritt an.